# 영원의 831
《영원의 831》(일본어: 永遠の831)은 크래프터에서 제작한 일본의 오리지널 애니메이션으로, 카미야마 켄지가 감독·각본을 담당했다. 2022년 1월 30일 방영 후, 동년 3월 18일에 극장용으로 개봉되었다.